# Чёрный лемур
Чёрный лемур (лат. Eulemur macaco) — вид млекопитающих из семейства лемуровых.

## Описание
Чёрный лемур длиной от 39 до 45 см, хвост значительно длиннее, его длина — от 51 до 65 см. Вес составляет от 1,8 до 2 кг. У животных выражен половой диморфизм, самец и самка окрашены по-разному. Самцы окрашены в однотонный чёрный цвет, однако, при солнечном свете их шерсть может иметь отлив от красно-коричневого до тёмно-коричневого цвета. В ушах у них заметны пучки волос. Окрас самок на спине от коричневого до чёрно-коричневого цвета, конечности коричневатые, а брюхо от светло-коричневого до бледно-серого окраса. Голова и морда тёмно-серые, длинные пучки волос в ушах у самок белого цвета. У обоих полов очень длинный, пушистый хвост. Глаза этих животных жёлто-оранжевые, что отличает их от близкородственного вида Eulemur flavifrons.

## Распространение
Чёрный лемур обитает только в регионе Sambirano на северо-западе Мадагаскара, а также на нескольких расположенных вблизи островах, таких как Нуси-Бе и Нуси-Кумба. Их местообитание — это влажные леса, однако могут жить и во вторичных лесах.

## Образ жизни
Эти приматы катемеральны[неизвестный термин], это значит что у них нет заданного расписания сна и принятия пищи. Днём, преимущественно ранним утром и под вечер, они активны, их степень активности ночью зависит от сезона и фазы луны. В сезон дождей они активнее ночью чем в период засухи, при полной луне степень их активность увеличивается. Это древесные животные, которые держатся в средней и верхней кроне деревьев.
Они живут в группах от 2 до 15 (чаще от 7 до 10) животных, группы состоят их приблизительно равного количества самцов и самок и их общего потомства. Группой управляет доминантная самка. Площадь участка, который может перекрываться с территорией другой группы, составляет от 5 до 6 га.

## Питание
Чёрный лемур питается преимущественно спелыми плодами, а также цветками, листьями, грибами и иногда мелкими животными, такими как насекомые и многоножки. Питание меняется в зависимости от сезона, в засушливый период важную роль играет нектар.

## Размножение
Спаривание происходит в апреле или мае. По окончании 125-дневного периода беременности самка рожает в период с конца августа до начала октября чаще одного детёныша. Сначала детёныш цепляется за брюхо матери, позже он ездит верхом на её спине. В возрасте от 5 до 6 месяцев он отлучаются от матери. В возрасте примерно 2-х лет он становится половозрелым.